# 21 de novembro na Igreja Ortodoxa

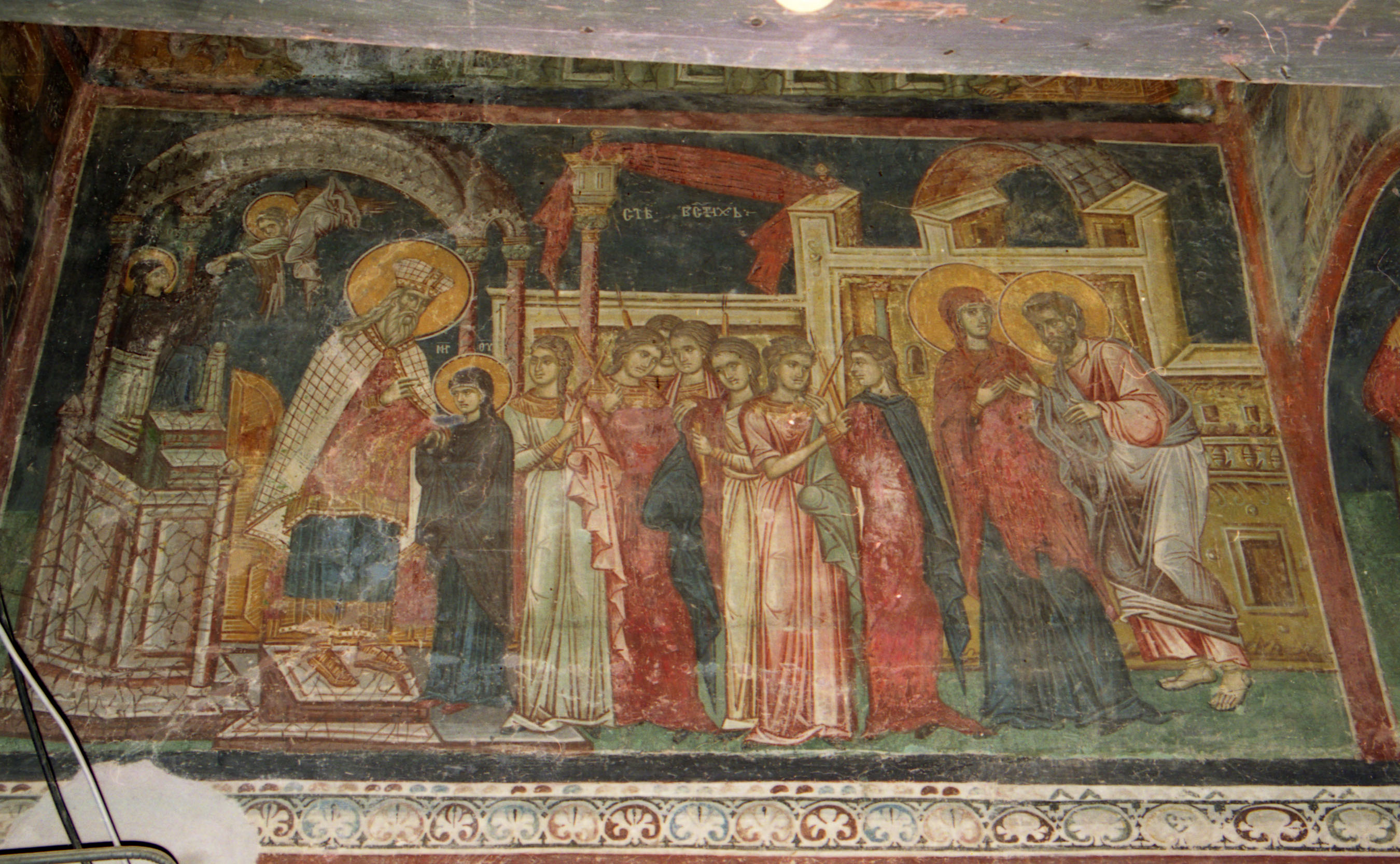
Afresco do século XIV na Igreja da Apresentação da Virgem Maria, em Kučevište, perto de Skopje, na Macedônia.

Esta página trata das comemorações relativas ao dia 21 de novembro no ano litúrgico ortodoxo.
Todas as comemorações fixas abaixo são comemoradas no dia 4 de dezembro pelas igrejas ortodoxas sob o Velho Calendário. No dia 21 de novembro do calendário civil, as igrejas sob o Velho Calendário celebram as comemorações listadas no dia 8 de novembro.

## Festas
- Entrada (ou Apresentação)[1] da Santíssima Mãe de Deus no Templo.[2][3][4][5][6][7]

## Santos
- São Rufo[8][9]
- Mártires Celso e Clemente de Roma[7]

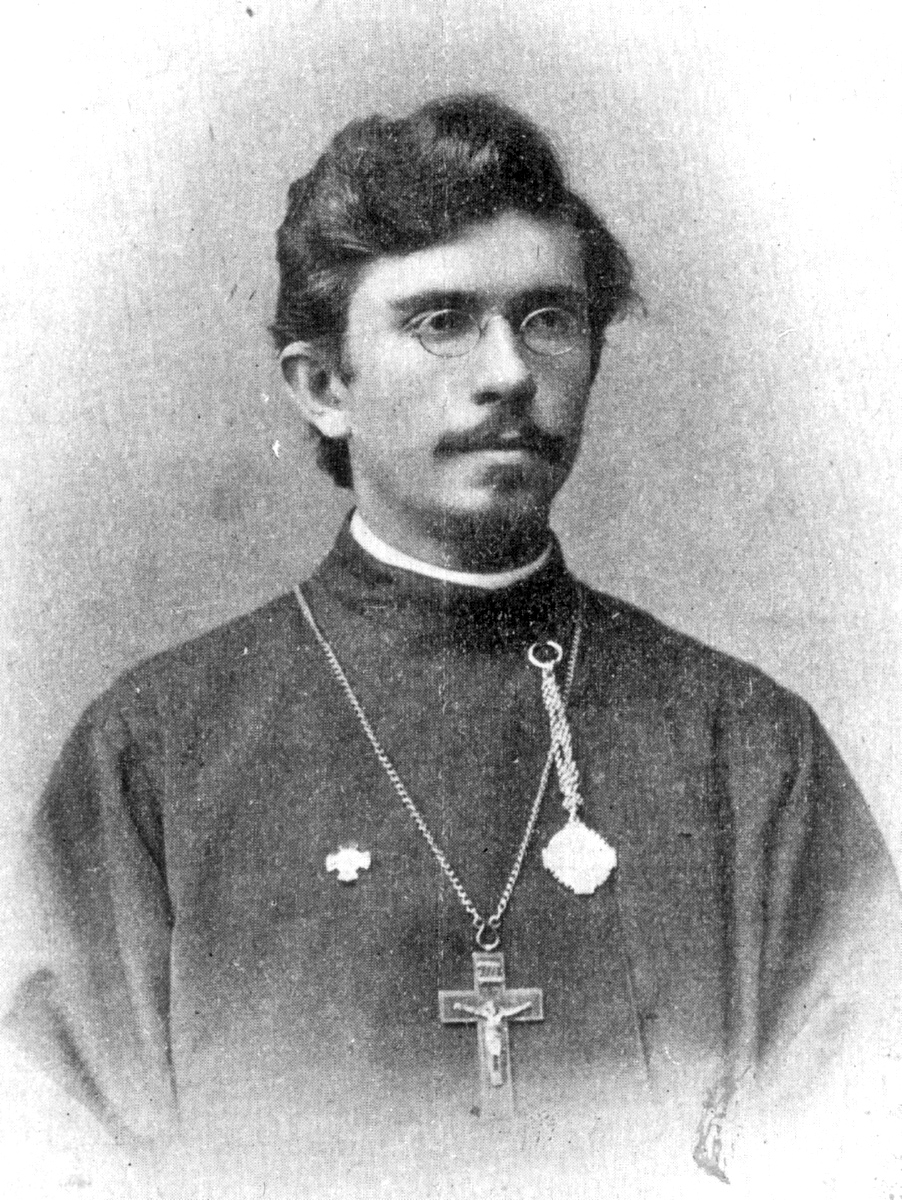
Fotografia de Santo Alexandre Hotovitsky.

- Mártires Demétrio e Honório de Ostia[8][7]
- Mártires Honório, Eutíquio e Estêvão de Asta Regia, hoje no entorno de Jerez de la Frontera (c. 300)[8][7]
- Santo Papa Gelásio I de Roma (496)[8][7]
- São Digain, filho de Constantino III da Bretanha (século V)[8]
- São Mauro de Verona, Bispo e Confessor (c. 600)[8][7]
- Venerável Columbano (615)[2][8][10][7]
- Santa Amelberga de Susteren, Abadessa beneditina (c. 900)[8]
- Santo Hilário, Abade beneditino de San Vincenzo al Volturno, na atual Isérnia (1011-1045) (c. 1045)[8]
- São Yaropolk-Pedro, Príncipe de Vladimir, na Volínia (século XI)[10][11]
- Venerável Sozomeno, Bispo da Carpásia, no Chipre, e Taumaturgo  (século XII)[4][12]
- Novo Hieromártir Vladimir Ryasensky de Tver, Presbítero (1932)[10]
- Novo Hieromártir Alexandre Hotovitsky de Nova Iorque, Presbítero (1937)[2][10][13]
- Novos Hieromártires Basílio Bov de Chimkent e Alexandre Andreyev de Moscou, Protopresbíteros (1937)[10]
- Novos Hieromártires Tiago Sokolov, João Smirnov, Paulo Yevdokimov de Tver e Teodoro Gusiev de Moscow, Presbíteros (1937)[10]
- Novo Hieromártir Gerásimo (Mochalov), Hieromonge de Moscou.[10]
- Novo Hieromártir Aléxis Benemansky de Tver, Presbítero (1937)[2] [11]

## Outras comemorações
- Ícone da Santíssima Mãe de Deus da Esperança Eterna".[2][10]